# Вальрог

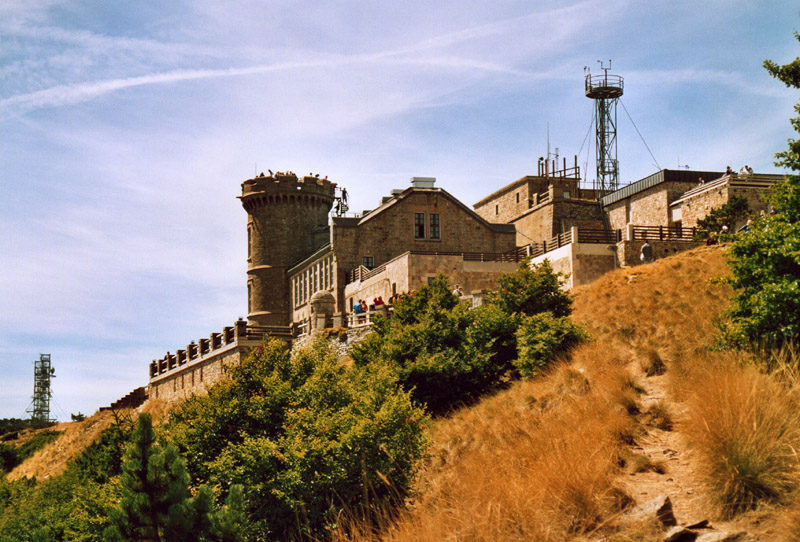
Обсерватория на горе Mont Aigoual над городом Вальрог

Вальрог, Валлеро́г (фр. Valleraugue) — город и коммуна во Франции, в регионе Лангедок-Руссильон, департамент Гар. Население — 1059 человек (2010).
Код INSEE — 30339.
Вальрог расположен на расстоянии около 541 км на восток от Парижа, 60 км на север от Монпелье и 65 км северо-западнее от административного центра департамента Гар г. Нима.

## Демография
| 1793 | 1851 | 1891 | 1946 | 1962 | 1968 | 1975 | 1982 | 1990 | 1999 | 2008 | 2010 |
| ---- | ---- | ---- | ---- | ---- | ---- | ---- | ---- | ---- | ---- | ---- | ---- |
| 3264 | 4190 | 2799 | 1401 | 987  | 1017 | 1028 | 1041 | 1091 | 1009 | 1073 | 1059 |

## Известные уроженцы и жители
- Катрфаж, Жан-Луи-Арман (1810—1892) — французский зоолог и антрополог. Член Академии наук
- Франсуа Перье (1835—1888) — французский генерал, учёный-геодезист и математик. Член французской Академии наук.